# Irvona
Irvona est un borough situé au sud du comté de Clearfield, en Pennsylvanie, aux États-Unis,. En 2010, il comptait une population de 647 habitants. Il est incorporé le 2 septembre 1890.

## Démographie
Lors du recensement de 2010, le borough comptait une population de 647 habitants. Elle est estimée, en 2019, à 639 habitants.

### Source de la traduction
- (en) Cet article est partiellement ou en totalité issu de l’article de Wikipédia en anglais intitulé « Irvona, Pennsylvania » (voir la liste des auteurs).